# Rosemarie Falk
Pour les articles homonymes, voir Falk.
Rosemarie Ashley Falk, née en 1988 à Lloydminster est une femme politique canadienne, députée conservatrice de la circonscription saskatchewanaise principalement rurale de Battlefords—Lloydminster depuis le 11 décembre 2017.

## Biographie
Fille d'un fermier, elle vit à Lloydminster avec son mari, qui travaille dans le secteur de l'énergue. Elle a été travailleuse sociale et collaboratrice parlementaire d'Arnold Viersen, député conservateur de Peace River—Westlock.

### Carrière politique
Gerry Ritz, député conservateur de Battlefords—Lloydminster depuis 1997, démissionne en août 2017. Le Parti conservateur du Canada cherche un nouveau représentant pour conserver ce « château-fort » du parti. Rosemarie Falk est désignée en novembre et est largement élue à la Chambre des communes du Canada lors de l'élection partielle du 11 décembre 2017 : elle obtient en effet plus de 69,5% des suffrages exprimés (participation 27,05 %).

### Résultats électoraux
|  | Candidat             | Parti         | #     | %       |
|  | -------------------- | ------------- | ----- | ------- |
|  | Rosemarie Falk       | Conservateur  | 8965  | 69,56 % |
|  | Matt Fedler          | Néo-Démocrate | 1698  | 13,17 % |
|  | Larry Ingram         | Libéral       | 1345  | 10,44 % |
|  | Ken Finlayson        | Indépendant   | 681   | 5,28 %  |
|  | Yvonne Potter-Pihach | Vert          | 200   | 1,55%   |
|  | Total                |               | 12889 |         |